# Nanaguna rudis
Nanaguna rudis är en fjärilsart som beskrevs av Walker 1865. Nanaguna rudis ingår i släktet Nanaguna och familjen trågspinnare. Inga underarter finns listade i Catalogue of Life.